# DaYTona
Pour les articles homonymes, voir Daytona.
Daytona, typographié DaYTona, est un groupe de rock français originaire de Lyon, en Rhône-Alpes. Il est formé au début des années 2000, à la suite de l'arrêt du groupe Surfer Rosa. Il est influencé par des groupes anglophones comme les Pixies et Sonic Youth.

## Biographie
Le groupe se forme au début des années 2000 sur les cendres du groupe Surfer Rosa, après la dissolution de ce dernier en 1999 Influencé par les groupes anglo-saxons (My Bloody Valentine, Ride...) et d'outre-Atlantique (Pixies, Swell, Sonic Youth...), le groupe décide, dès son premier album, intitulé L’heure de vérité, de prendre le parti des mots avec des compositions en français. Ce premier carnet de route est remarqué par les critiques nationales. La formation lyonnaise confirme en 2004 avec un deuxième opus. Soutenus par de nombreux médias tels que Le Mouv’, France Inter, Ferarock ou encore Couleur 3 grâce au single Attirés par les gouttes, La Peau douce permet à DaYTona de s’affirmer sur scène (Le Transbordeur, Nouveau Casino, Splendid, Théâtre Antique de Vienne...[réf. nécessaire]) et d'assurer régulièrement les premières parties des groupes de pop hexagonale Dionysos, Matmatah, Luke ou Dolly.
Après quatre ans de silence à la suite du départ de deux membres fondateurs, le groupe revient en décembre 2010 avec un nouvel album, La Parenthèse, qui fait participer Nicolas Bonnière (Dolly, Eiffel) tout d’abord qui prend les commandes de la réalisation de cet album, David Fanfare (Apple Jelly) et Simon Nodet (Rhesus) à la batterie, Edith Fambuena qui profite de la présence du groupe dans son studio pour poser quelques notes de guitares sur un titre, mais aussi Emmanuelle Monet (Dolly, Manu), pour un duo au parfum de single, ou encore Annika Grill, la chanteuse suédoise de Spring, sur le seul titre en anglais. Le groupe reçoit même la bénédiction de l'ancien Garde des Sceaux Robert Badinter pour l'utilisation d'un extrait de son fameux discours abolitionniste prononcé à l'Assemblée Nationale en 1981. À l'occasion du 30e anniversaire de l’abolition de la peine capitale en France, le bien nommé 17 septembre devient un clip coproduit par l'association ECPM et diffusé par de nombreux médias (Direct Star, MTV Pulse, Télé Lyon Métropole, Nolife, etc).
Ben, ancien guitariste de Luke et Mano Solo, rejoint le groupe dans la foulée pour défendre l'album sur scène. En décembre 2014, DaYTona sort un EP quatre titres en téléchargement, intitulé Morceaux de lune,, accompagné d'un clip du titre éponyme.
DaYTona sort un nouvel album intitulé L'Allégresse  en octobre 2018 , enregistré et mixé comme le précédent par Nicolas Bonnière (Manu Lanvin, Eiffel) à Nantes et en région lyonnaise. Nicolas Courret (Laetitia Sheriff, Eiffel) à la batterie, Valentin Meylan (Babylon Circus) aux Cuivres et Bayrem Ben Amor (Melissmell, Les Hurlements d'Léo) participent entre-autres à l'enregistrement. Le visuel est réalisé par l'artiste parisien Reyol Enjoy.

## Membres
- JL - chant, basse
- Sylvain - guitare